# Patrice Romedenne
 (avril 2009).
Si vous disposez d'ouvrages ou d'articles de référence ou si vous connaissez des sites web de qualité traitant du thème abordé ici, merci de compléter l'article en donnant les références utiles à sa vérifiabilité et en les liant à la section « Notes et références ».
Pour les articles homonymes, voir Romedenne (homonymie).
Patrice Romedenne, né le 24 avril 1964 à Meknès (Maroc), est un journaliste français.
Grand reporter à France 2 puis correspondant à Berlin, il est depuis 2004 rédacteur en chef à France Télévisions.

## Biographie
Diplômé de l'École supérieure de journalisme de Lille, il commence sa carrière à Fréquence Nord puis France Inter et France Info et la poursuit au Canada anglophone, à Vancouver, au Soleil de Colombie, journal francophone local,. Il collabore également avec Radio Canada, le réseau radio canadien NTR et assure ponctuellement la correspondance au Canada de France Inter et France Info.
De retour en France, il publie Vancouver, l'oubliée du Nouveau monde (article paru dans Le Monde en juin 1989) et travaille à La Cinq, de 1989 à 1992, comme reporter au pool informations générales puis au service des sports où, notamment, il commente en direct les matches de football. En juin 1992, il rejoint Antenne 2 comme grand reporter. Successivement affecté aux services Société, Informations générales et Politique étrangère, il réalise de nombreux reportages pour les journaux télévisés de 13 et 20 heures, les émissions spéciales, les soirées électorales et l'émission Envoyé Spécial , en France et à l'étranger (Europe, Liban, Israël, Irak, Balkans, Russie, Afrique, continent américain). Il assure également des remplacements à la présentation du journal de 23 heures.
En 2000, il est nommé correspondant permanent en Allemagne, à Berlin.
En 2001, il obtient le Prix franco-allemand du Journalisme pour le magazine "Pour en finir avec l'extrémisme" diffusé dans Envoyé spécial,.
De 2008 à 2020, il présente la revue de presse de Télématin, ainsi que la revue de presse culturelle.
De 2016 à 2020, il présente également les revues de presse (news et culturelle) sur France Info, dans le 6h/9h30 présenté par Laurent Bignolas puis Samuel Étienne.
En 2018, il est chroniqueur dans l'émission de Michel Cymes, Ça ne sortira pas d'ici !, diffusée le mercredi soir en seconde partie de soirée sur France 2.
De 2016 à 2021, il est également chroniqueur dans Ça va beaucoup mieux, l'hebdo, émission sur la santé et le bien-être proposée par Michel Cymes, le dimanche matin, sur RTL.
Durant le confinement en France, lié à l'épidémie de coronavirus, il présente de mars à juin 2020 l'émission quotidienne #RestezALaMaison sur France Info de 22h à 23h, un magazine d'accompagnement, de solutions et d'informations pratiques.
En 2021, il présente l'émission quotidienne "Alors on pense ! " (magazine culturel et de savoir qui donne chaque soir la parole à des historiens, des artistes, des psychanalystes, des chercheurs, des écrivains, des personnalités du monde politique, diplomatique ou médical). Durant les Jeux Olympiques de Tokyo, il présente une émission quotidienne de résultats et de témoignages.
En 2022, il est éditorialiste dans le journal de 17h. À ce titre, il intervient par ailleurs, épisodiquement dans l'émission de décryptage de l'actualité "Les Informés".
En septembre 2023, il reprend la présentation de l'émission hebdomadaire "Temps Additionnel" qui traite du sport sous tous ses aspects, dans le contexte de l'organisation par la France des Jeux olympiques de Paris de 2024. Durant l'hiver 2023, il présente également "Tournoi : on s'en mêle" (émission de débriefing des matches du Tournoi des Six Nations en compagnie de spécialistes ou d'anciens joueurs de rugby).
À France Info TV, il assure également, épisodiquement, la présentation de tranches d'information.
Patrice Romedenne est cité dans la presse parmi les invités des dîners à l'hôtel de Lassay qui sont à l'origine de la démission du ministre de la transition écologique et solidaire François de Rugy en juillet 2019.
Il est remarqué pour avoir critiqué le journal L'Humanité, à l'occasion de l'incendie de Notre-Dame de Paris. L'Humanité n'avait pas dédié sa "Une" au sujet compte tenu, officiellement, des délais d'impression. Mais il conteste fermement l'argument, le journal ayant bouclé plus tard que certains de ses concurrents ce soir-là.
Patrice Romedenne est membre du bureau exécutif du Press Club de France dont il est l'un des vice-présidents. A ce titre, il est membre du jury du Prix humour et politique,.